# Isospora hominis
Isospora hominis es un protista del infrafilo Apicomplexa que causa la enfermedad de isosporiasis en los seres humanos. La mayoría de los casos ocurrieron en la Primera Guerra Mundial en el área mediterránea, ha sido posible estudiar muy pocos desde el punto de vista clínico.